# قداد قوقازي
قداد قوقازي (الاسم العلمي:Mesocricetus raddei) هو نوع من الحيوانات يتبع جنس قداد متوسط من فصيلة الفأرية.